# 布莱兹·马图伊迪
布莱兹·馬度迪（法語：Blaise Matuidi；1987年4月9日—），是一名已退役安哥拉裔法國足球运动员，司職中場。

## 球會生涯
馬度迪的球員生涯始於法蘭西島大區的業餘俱樂部，早年效力US Fontenay-sous-Bois及CO Vincennois。1999年，他獲得入讀著名的方亭足球學院（INF Clairefontaine），期間曾經成為格迪爾青年軍成員；2004年加盟職業球會特魯瓦，並在2005年2月4日的法甲聯賽迎戰甘岡完成他的職業處子秀。
在特魯瓦效力三個賽季後，2007年加盟聖伊天，馬度迪在隊中發揮出色，在2009-10年賽季，他獲主教練艾倫·佩連任命為隊長。2011年7月，馬度迪轉會至巴黎聖日耳門，在效力球會期間，他贏得16項國內榮譽，包括連續四次獲得法甲聯賽冠軍，2015年更獲得法國足球先生。

## 榮譽
巴黎聖日耳曼
- 法甲: 2013,2014,2015,2016
- 法國盃: 2015,2016,2017
- 法國聯賽盃: 2014,2015,2016,2017
- 法國超級盃: 2013,2014,2015,2016, 2017

祖雲達斯
- 意甲:2018,2019,2020
- 意大利盃: 2018
- 意大利超級盃:2018

個人
- 法甲年度最佳: 2012-13, 2015–16
- 法国足球先生: 2015

### 國家隊
法國
- 2018年世界盃足球賽冠軍
- 2016年歐洲國家盃亞軍

### 國家隊入球
截至2018年8月4日
| #  | 日期       | 比賽場地                                | 對手     | 比分 | 賽果 | 賽事                       |
| -- | ---------- | --------------------------------------- | -------- | ---- | ---- | -------------------------- |
| 1. | 2014.03.05 | 法國聖坦尼法蘭西體育場                  | 荷蘭     | 2-0  | 2-0  | 友誼賽                     |
| 2. | 2014.06.08 | 法國里尔皮埃尔·莫鲁瓦球场               | 牙买加   | 2-0  | 8-0  | 友誼賽                     |
| 3. | 2014.06.08 | 法國里尔皮埃尔·莫鲁瓦球场               | 牙买加   | 6-0  | 8-0  | 友誼賽                     |
| 4. | 2014.06.20 | 巴西萨尔瓦多新水源體育場                | 瑞士     | 2-0  | 5-2  | 2014年國際足協世界盃       |
| 5. | 2015.09.07 | 法國波尔多新波尔多体育场                | 塞爾維亞 | 1-0  | 2-1  | 友誼賽                     |
| 6. | 2015.09.07 | 法國波尔多新波尔多体育场                | 塞爾維亞 | 2-0  | 2-1  | 友誼賽                     |
| 7. | 2016.03.25 | 荷蘭阿姆斯特丹阿姆斯特丹球場            | 荷蘭     | 3-2  | 3-2  | 友誼賽                     |
| 8. | 2016.05.30 | 法國南特拿比奧祖利球場                  | 喀麦隆   | 1-0  | 3-2  | 友誼賽                     |
| 9. | 2017.10.07 | 保加利亞索菲亚瓦西尔·列夫斯基国家体育场 | 保加利亚 | 1-0  | 1-0  | 2018年國際足協世界盃外圍賽 |

## 相關連結
- 官方网站 （法文）
- Blaise Matuidi – 法國職業足球聯賽数据 – 支持法语（已存档）
- 布莱兹·马图伊迪在《隊報》足球中的档案 （法文）